# Times-Colonist
Der Times-Colonist ist eine englischsprachige Tageszeitung, die in Victoria, der Hauptstadt der kanadischen Provinz British Columbia, erscheint. Sie ging aus der Fusion der 1884 gegründeten Victoria Daily Times und des 1858 gegründeten British Colonist (später Daily Colonist) hervor. Ihr Gründer war Amor De Cosmos, der zweite Premier von British Columbia.
Heute ist der Times-Colonist im Besitz von TC Publication Limited Partnership und Glacier Media (früher:CanWest Global Communications), die weitere Blätter in Alberta (Edmonton Journal und Calgary Herald), und in Manitoba und Saskatchewan (Saskatoon Star Phoenix, Regina Leader Post), aber auch den Ottawa Citizen, die Gazette of Montreal und vor allem die National Post kontrollieren. Dazu kommen auf Vancouver Island die CH News Vancouver Island, die Nanaimo Daily News, die Alberni Valley Times, der Cowichan Citizen und das Comox Valley Echo, schließlich die Vancouver Sun und die Vancouver Province.
Der Times-Colonist bietet das Standardspektrum eines Lokalblatts, wozu hier der lokale Schwerpunkt auf Victoria zählt. Die Auflage liegt bei über 70.000 Exemplaren, mit geringfügig höherer Auflage am Wochenende. Die Zeitung ist, abgesehen von Werbeblättchen, die einzige täglich erscheinende Regionalzeitung der Provinzhauptstadt.

## Geschichte

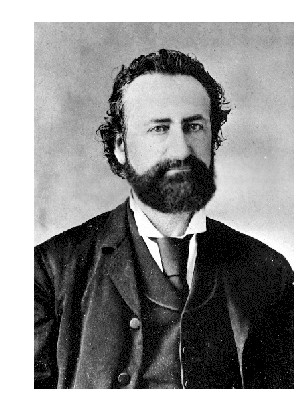
Amor De Cosmos, Herausgeber des British Colonist

Die Bedeutung der Zeitung geht schon daraus hervor, dass vier Premierminister die Zeitung herausgaben oder leiteten. Amor De Cosmos gründete den British Colonist, um seinen politischen Gegner James Douglas unter Druck zu setzen. Die Erstausgabe, damals noch ein Wochenblatt, erschien am 11. Dezember 1858, umfasste vier Seiten und wurde mittels einer Handpresse in der Wharf Street gedruckt. Der Herausgeber war erst kurz zuvor aus Neuschottland via Kalifornien nach Victoria gekommen. Der erste Abonnent war ein Edward Cody Johnson.
Seine Forderungen waren Unabhängigkeit von Großbritannien, Rücktritt Douglas’ und dazu, dass Victoria die Hauptstadt von British Columbia bleiben sollte.
1859 wagte man sich bereits an drei Ausgaben pro Woche, 1860 erschien das Blatt als Daily British Colonist. Doch De Cosmos verkaufte bereits drei Jahre später, obwohl er das Blatt mit einer Hoe Cylinder Press aufgerüstet hatte, die stündlich tausend Exemplare druckte. Die Zeitung zog auf die Westseite der Government Street.
Bereits 1861 erschien eine Konkurrenzzeitung, der Chronicle und die beiden Blätter brachten sich gegenseitig fast an den Rand des Ruins. 1862 fusionierten sie zum Daily British Colonist and Morning Chronicle (der zweite Namensteil verschwand 1873, das British zehn Jahre später), und die Zeitung kam in den Besitz von David W. Higgins und T. H. Long.
1869 war John Robson der Redakteur, der zweite Premier. Er hielt sich streng an die Sonntagsruhe, und so erschien die Zeitung nur noch von Dienstag bis Sonntag, die Montagsausgabe entfiel – ein Grundsatz, der bis 1983 Bestand hatte. 1873 zog die expandierende Zeitung in ein vierstöckiges Gebäude in der Government Street (heute Bedford Regency Hotel), doch nun erhielt sie Konkurrenz durch De Cosmos mit seiner neuen Zeitung The Standard.
Härtester Konkurrent wurde jedoch bald die nachmittags verkaufte Victoria Daily Times, die erstmals am 9. Juni 1884 erschien. Mit der Entstehung der Parteien um 1903 galt sie als Blatt der Liberalen Partei. Einer ihrer Teilhaber war John Grant, später Bürgermeister, Robert Beaver, zu dieser Zeit Ex-Premier, und der Arzt Dr. G. L. Milne. Doch bald kontrollierte William Templeman aus Ontario bis zu seinem Tod 1914 die Zeitung. Er erwarb den ehemaligen Busy Bee Saloon, und die Zeitung blieb dort über vier Jahrzehnte.
In den 1890ern zog der Colonist auf die Ostseite der Broad Street zwischen der Yates und der View Street. Die neue Presse schaffte inzwischen 20.000 Blatt pro Stunde. 1886 kam die Zeitung in den Besitz von W. H. Ellis und A. G. Sargison, die sie wiederum 1892 an James Dunsmuir verkauften, den reichsten Mann der Provinz. Er gründete die Colonist Printing & Publishing Co. Ltd.
Solange seine Familie in der Politik engagiert war, benutzten die Dunsmuirs die Zeitung zur Verbreitung ihrer politischen Ideen, doch 1906 verkauften sie sie an Sam Matson, der sie zu einem konservativen Blatt umbaute. Andererseits sorgte er erstmals dafür, dass die Beschäftigten Ansprüche auf Renten erwerben konnten. Nach seinem Tod übernahm sein Sohn Jack 1931 die Zeitung, ihm folgte ein Bruder Tim 1934.
Die Daily Times wurde währenddessen an die Familie Spencer verkauft, doch ihre finanziellen Reserven waren gering. Diese Situation stabilisierte erst Max Bell aus Calgary, der die Zeitung 1950 kaufte, dazu den Colonist. Beide Zeitungen gehörten nun der Victoria Press Ltd. Bereits im Mai des folgenden Jahres verließen die Zeitungen ihren traditionellen Standort Downtown Victoria und zogen nach 2631 Douglas Street, nahe dem heutigen Standort in 2621 Douglas Street. Dort zogen sie 1972 ein, wobei sie die alte North Ward School umfunktionierten.
Bell hielt die Nachrichtenredaktionen weiterhin getrennt, auch wenn Druckerei und Management immer mehr zu einer Einheit wurden.
Erst mit dem Kauf durch Thomson Newspapers 1980 entstand der Times Colonist, und zwar mit einer Morgen- und einer Nachmittagsausgabe, entsprechend dem Herkommen. Sie erschienen am 2. September des Jahres. Ab 1983 entfiel die Doppelausgabe, dafür erschien die Zeitung nun auch wieder montags.
Erneut 1998 wurde der Times Colonist verkauft, diesmal an Southam Newspapers, wobei im Jahr 2000 CanWest Publications die Southam-Gruppe übernahm und damit auch den Times Colonist.
2006 beschäftigte das Haus 12 Vollzeitreporter, einen Kolumnisten, zwei Wirtschaftsberichterstatter, 6 Fotografen.
2005 erhielt der Times Colonist eine Auszeichnung der Jack Webster Foundation – sie gilt in der Provinz als höchste Auszeichnung auf diesem Sektor – für die beste Berichterstattung. Doch ist die lokale Berichterstattung nicht immer unabhängig von Lobbyverbänden, wie die kurzzeitige Entlassung einer Journalistin 2005 zeigte.